# 폴 피어스
폴 피어스(Paul Anthony Pierce, 1977년 10월 13일)는 미국 프로농구 로스앤젤레스 클리퍼스 선수로, 키 201cm 몸무게 107kg이다. 2015-16 시즌부터 LA클리퍼스의 포워드로 활동 중이다. 캔자스 대학교(University of Kansas)의 학사를 받으며, 1998년에 보스턴 셀틱스에 입단하게 되었다. 2002년에 바스켓볼 월드챔피언십 미국 국가대표로 활약하였으며, 02-06년까지 NBA올스타로 선정되었고 2008년에 NBA파이널 MVP도 수상하였다. 보스턴 셀틱스 구단 최다 3점슛 성공 기록을 보유하고 있다.
별명은 The Truth이다.

## NBA 경력

### 1998년 NBA 드래프트
1998년 NBA 드래프트에 참가한 그는 전체 10순위로 보스턴 셀틱스에 뽑히게 된다.

### 보스턴 셀틱스 (1998년~2013년)

#### 빅3 결성과 첫 번째 우승 (2007년~2012년)

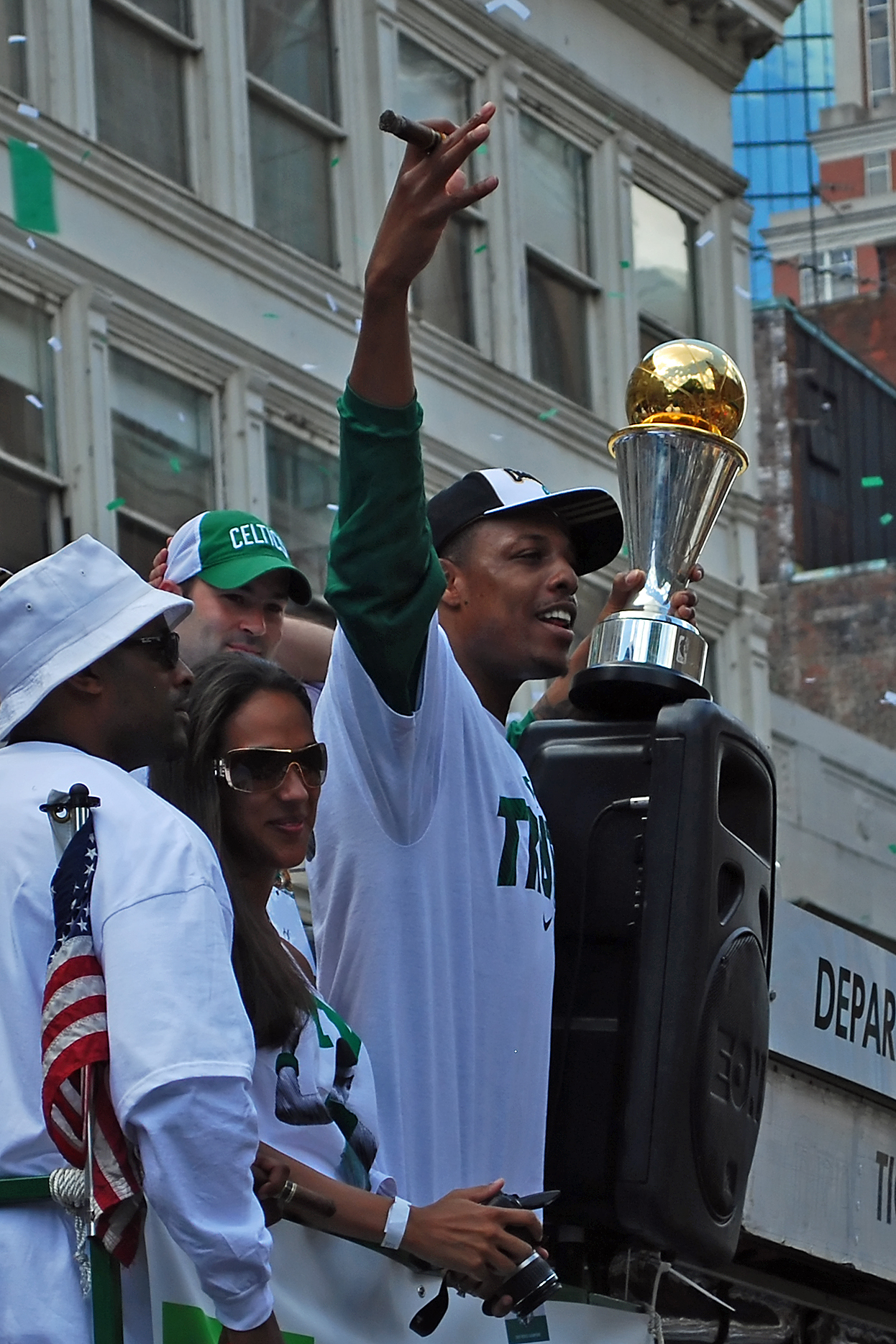
파이널 MVP 트로피를 들고 있는 피어스

2007년 오프시즌 때 케빈 가넷과 레이 알렌이 보스턴으로 트레이드 되고 폴 피어스와 함께 빅3로 불리게 된다. 2007-2008 정규리그에서 66승 16패를 기록한 보스턴 셀틱스는 빅3의 활약으로 NBA 파이널에 진출하게 되고, 코비 브라이언트의 로스앤젤레스 레이커스와 붙게 된다. 폴 피어스의 활약에 힘입어, 보스턴 셀틱스의 17번째 우승을 이루어내게 되고, 폴 피어스는 NBA 파이널 MVP를 수상하게 된다.

#### 빅3 이후 (2012년~2013년)
레이 알렌이 마이애미 히트로 이적하게 되면서 빅3의 시대는 막을 내렸다. 하지만 라존 론도, 케빈 가넷과 새로운 트리오를 구성 하면서 셀틱스를 이끌었다.

#### 브루클린 네츠 (2013년~2014년)
폴피어스, 케빈가넷, 제이슨테리는 네츠로 트레이드되었다.

#### 워싱턴 위저즈 (2014년~2015년)
네츠에서 1년을 뛰고 위저즈로 트레이드된다. 하지만 그의 커리어는 막을내리고 있었고 1년을 뛰고난 후 클리퍼스로 트레이드되었다.

#### 로스앤젤레스 클리퍼스 (2015년~)
17년에 보스턴 원정가서 기립박수받고 바닥에 입맞춤했으며 팀은 패배했고 폴피어스의 활약은 없었다.